# Turkiet i olympiska sommarspelen 1968
Turkiet deltog med 29 deltagare vid de olympiska sommarspelen 1968 i Mexico City. Totalt vann de två guldmedaljer.

## Medaljer

### Guld
- Mahmut Atalay - Brottning, fristil, weltervikt.
- Ahmet Ayık - Brottning, fristil, lätt tungvikt.